# Catalogus
Een cataloog of catalogus (Latijn (tweede declinatie): catalogus, meervoud catalogi, Nederlands: meervoud catalogi of catalogussen) is het geheel van titelbeschrijvingen die verwijzen naar een collectie. Het woord stamt via het Latijn af van de titel van een gedicht van de Oud-Griekse dichter Hesiodus, de Catalogus van vrouwen (Grieks: γυναικών κατάλογος, gunaikōn katalogos).

## Gebruik
Het woord catalogus wordt gebruikt voor geordende lijsten van uiteenlopende zaken: boeken in een bibliotheek, voorwerpen in een museum, producten of het leveringsprogramma van een postorderbedrijf of groothandel, postzegels, planten in een hortus botanicus enzovoort. Vóór de komst van digitalisering zat de catalogus in een meubel. De beschrijvingen stonden op steekkaarten in een bak fiches. Het aantal kaarten was gelijk aan het aantal eenheden per zoekingang (auteur, titel, onderwerp…) of beperkte zich tot wat men organiseren kon. Tegenwoordig zijn de steekkaarten gedigitaliseerd, is het meubel vervangen door een scherm, zijn de zoekingangen geautomatiseerd en kan de catalogus op elk woord doorzocht worden.

## Bibliotheek en museum
De catalogus van een bibliotheek of museale collectie bevat identificerende info over de collecties. Een bibliotheekcatalogus vermeldt de titel, auteur(s), omvang, drukgegevens, plaats en jaar van uitgifte en uitgever. Vaak geeft de catalogus een ordening qua onderwerp en verwijst naar de locatie in de bieb. De plaatsing kan variëren volgens thema of formaat. Trefwoorden, een thesaurus of (nationale) classificatiesystemen, zoals UDC, SISO en GO ontsluiten het bibliotheekbestand.

## Geen bibliografie
Een catalogus is geen bibliografie. De beschrijving van publicaties gaat in een catalogus minder ver dan in een bibliografie en beperkt zich tot de collectie. De catalogussen van grote bibliotheken als de Library of Congress en de British Library helpen echter bij het maken van catalogi en bibliografieën. De expertise van deze bibliotheken uit zich in de kwaliteit van de beschrijvingen. Deze instellingen ondersteunen internationale standaards op het gebied van informatieontsluiting. De oudste gedrukte catalogus van een bibliotheek is de Nomenclator (1595) van de Universiteitsbibliotheek Leiden.

## Collectieve catalogus
Geautomatiseerde bestanden voegen catalogussen samen tot één geheel. Zo zoekt de gebruiker in meer collecties tegelijk. Zo is PiCarta een 'meta' of 'collectieve' catalogus. Die is in veel Nederlandse bibliotheken beschikbaar. In Vlaanderen is de Vlaamse Centrale Catalogus (Open Vlacc) online te doorzoeken.

## Uitspraak
De aanvaarde correcte uitspraak is met de klemtoon op de tweede lettergreep met een nevenaccent op de vierde. Omdat het woord afkomstig is uit het Latijn (en Grieks) valt de klemtoon op de derde lettergreep van achter af. Oftewel catálogus in plaats van het alternatieve catalógus.